# Dům čp. 32 (Moravské Budějovice)
Měšťanský dům čp. 32 se nachází na náměstí Míru v Moravských Budějovicích v okrese Třebíč a je chráněnou kulturní památkou.

## Popis
Měšťanský dům z 15. století stojí na jižním okraji náměstí Míru. Dům byl v roce 1532 postižen požárem a v 19. a 20. století upravován.

### Exteriér
Je dvoutraktová jednopatrová budova postavena ve středověku na dvou obdélných parcelách. Pozdně barokní průčelí otevřené do náměstí je členěné jako dvojdům se dvěma volutovými štíty. V přízemí je prolomen pravoúhlý vchod mezi dvěma výkladci. Fasáda je rýhovaná, v patře s armováním na nárožích. V patře jsou prolomeny dvojice okenních os s pravoúhlými okny v nestejné výšce. Okna jsou v šambránách se zalamovanou segmentovou návojovou římsou. Nad hlavní římsou jsou dva volutové štíty s kruhovými okny v šambránách. Čtvercový dvůr je na jižní straně uzavřený vysokou zdí. V patře dvorního průčelí je pavlač přístupná sedlovým portálem s kamenným ostěním.

### Interiér
V přízemí severní dispozice je přední místnost zaklenuta dvěma poli křížové žebrové klenby. Zadní místnost (kvelb) je zaklenut valenou klenbou. V jižní  části je velká síň zklenutá valenou klenbou s výsečemi nasedající na patky polygonálních přízedních pilířů. Po boku s kvelbem navazuje na síň chodba s mázhauzem, z něhož vede zalamované schodiště do patra. Mázhauz je propojen sedlovým portálem s rovnými a krouženými pruty s místnosti, která je zaklenuta dvěma poli křížové klenby.